# Allium cretaceum
Allium cretaceum — вид рослин з родини амарилісових (Amaryllidaceae); поширений у Казахстані й Росії.

## Опис
Стебла зазвичай поодинокі або по два, рідко 3–5, прикріплені до короткого кореневища, заввишки 20–50 см (висота 10–20 см у надзвичайно сухих умовах чистого оголеного крейди), діаметром 1.0–2.5 мм, циліндричні. Листків 3–5(7), ниткоподібні (або до 2 мм завширшки у вологих умовах). Зонтик нещільний, майже напівсферичний в період цвітіння, діаметром (17)22–30(35) мм у період цвітіння, у період плодоношення більше; квітів від 15–25 у дуже сухих умовах до 100+ у вологих умовах. Оцвітина чашоподібна; сегменти оцвітини трохи нерівні, 4.0–4.5(5.0) × 1.5–2.0 мм, від трояндових до пурпуруватих з темно-пурпуровою жилкою. Пиляки довжиною 0.9–1.0 мм, від коричневих до темно-пурпурових. Насіння чорне, кутасте, 3 мм завдовжки.
Період цвітіння: липень – вересень.

## Поширення
Поширення: Казахстан, Росія (європейська частина).
Населяє трав'янисті громади (зазвичай степові) на крейді, вапняках чи гіпсових відслоненнях, рідко на сольових місцях проживання або піску.